# Lugares comunes
Pour plus de détails, voir Fiche technique et Distribution.
Lugares comunes est un film argentin réalisé par Adolfo Aristarain, sorti en 2002.

## Synopsis
Fernando Robles, un professeur de littérature, est contraint à la retraite. Avec sa femme Liliana, ils envisagent de grands changements de vie.

## Fiche technique
- Titre : Lugares comunes
- Réalisation : Adolfo Aristarain
- Scénario : Adolfo Aristarain, Kathy Saavedra d'après le roman de Lorenzo F. Aristarain
- Photographie : Porfirio Enríquez
- Montage : Fernando Pardo
- Production : Adolfo Aristarain, Gerardo Herrero et Javier López Blanco
- Société de production : Pablo Larguia Producciones, Shazam, Televisión Española, Tornasol Films et Vía Digital
- Pays :  Argentine et  Espagne
- Genre : Drame
- Durée : 108 minutes
- Dates de sortie : 
  -  Argentine : 12 septembre 2002

## Distribution
- Federico Luppi : Fernando Robles
- Mercedes Sampietro : Liliana Rovira
- Arturo Puig : Carlos Solla
- Carlos Santamaría : Pedro Robles
- Valentina Bassi : Natacha
- Claudio Rissi : Demedio
- Yael Barnatán : Fabiana
- María Fiorentino : Tutti Tudela

## Distinctions
Le film a remporté le prix Goya de la meilleure actrice et le prix Goya du meilleur scénario adapté.